# Boukatchivtsi
Boukatchivtsi (en ukrainien : Букачівці ; en polonais : Bukaczowce) est une commune urbaine de l'oblast d'Ivano-Frankivsk, en Ukraine. Sa population s'élève à 1 179 habitants en 2021.

## Géographie
Boukatchivtsi se trouve à 40 km au nord-nord-ouest d'Ivano-Frankivsk et à 453 km au sud-ouest de Kiev.

## Histoire
Le village comptait une importante communauté juive avant sa destruction lors de la Shoah,.

## Population
Recensements (*) ou estimations de la population :
| 1959* | 1970* | 1979* | 1989* | 2001* | 2013  |
| ----- | ----- | ----- | ----- | ----- | ----- |
| 2 992 | 1 909 | 1 615 | 1 648 | 1 507 | 1 366 |

| 2014  | 2015  | 2016  | 2017  | 2019  | 2021  |
| ----- | ----- | ----- | ----- | ----- | ----- |
| 1 341 | 1 328 | 1 296 | 1 251 | 1 221 | 1 179 |